# Schaatsen op de Winteruniversiade 2007
Langebaanschaatsen was een onderdeel op de Winteruniversiade 2007 in Turijn, Italië. Er werd van 18 t/m 23 januari geschaatst op de Oval Lingotto waar een jaar eerder de Olympische schaatswedstrijden plaatsvonden. De ploegenachtervolging stond voor het eerst op het programma.
Onderstaand volgen de medaillewinnaars van de schaatsonderdelen op deze Universiade.

## Podia

### Mannen
| afstand       | Goud           | Zilver          | Brons            |
| ------------- | -------------- | --------------- | ---------------- |
| 500m          | Lee Kang-seok  | Lee Ki-ho       | Mo Tae-bum       |
| 1000m         | Enrico Fabris  | Lee Kang-seok   | Lars Elgersma    |
| 1500m         | Enrico Fabris  | Yeo Sang-yeop   | Mo Tae-bum       |
| 5000m         | Mark Ooijevaar | Ivan Skobrev    | Andrej Burljajev |
| 10000m        | Mark Ooijevaar | Artjom Beloesov | Kim Myeong-seok  |
| achtervolging | Italië         | Rusland         | Polen            |

### Vrouwen
| afstand       | Goud               | Zilver             | Brons              |
| ------------- | ------------------ | ------------------ | ------------------ |
| 500m          | Lee Sang-hwa       | Sheng Xiaomei      | Yu Jing            |
| 1000m         | Joelia Skokova     | Nao Kodaira        | Katarzyna Wójcicka |
| 1500m         | Katarzyna Wójcicka | Lee Ju-youn        | Moniek Kleinsman   |
| 3000m         | Anna Rokita        | Katarzyna Wójcicka | Lee Ju-youn        |
| 5000m         | Anna Rokita        | Moniek Kleinsman   | Lee Ju-youn        |
| achtervolging | Nederland          | Rusland            | Japan              |

## Medaillespiegel
| Pos. | Land       | Goud | Zilver | Brons | Totaal |
| ---- | ---------- | ---- | ------ | ----- | ------ |
| 1    | Nederland  | 3    | 1      | 2     | 6      |
| 2    | Italië     | 3    | 0      | 0     | 3      |
| 3    | Zuid-Korea | 2    | 4      | 5     | 11     |
| 4    | Oostenrijk | 2    | 0      | 0     | 2      |
| 5    | Rusland    | 1    | 4      | 1     | 6      |
| 6    | Polen      | 1    | 1      | 2     | 4      |
| 7    | China      | 0    | 1      | 1     | 2      |
| 7    | Japan      | 0    | 1      | 1     | 2      |

Winteruniversiade

1968 Innsbruck · 
1970 Rovaniemi · 
1972 Lake Placid · 
1991 Sapporo · 
1997 Muju · 
2005 Innsbruck · 
2007 Turijn · 
2009 Harbin · 
2013 Trentino/Baselga · 
2017 Almaty · 
2023 Lake Placid
Wereld Universiteitskampioenschap

2012 Zakopane · 
2014 Almaty · 
2016 Baselga di Pinè · 
2018 Minsk · 
2020 Amsterdam · 
2022 Lake Placid · 
2024 Hamar